# Vroege wasplaat
De vroege wasplaat (Hygrocybe subpapillata) is een schimmel behorend tot de familie Hygrophoraceae. Hij komt voor in hooiland, natte en matig arme gebieden. 

## Verspreiding
In Nederland komt de vroege wasplaat zeer zeldzaam voor. Hij staat op de rode lijst in de categorie 'Gevoelig'.